# Eduard Šimon
Eduard Šimon (13. června 1915 Roudnice nad Labem – 15. října 1949 Praha 2) byl český palubní střelec 311. československé bombardovací perutě a oběť komunistického režimu.

## Život

### Před druhou světovou válkou
Eduard Šimon se narodil 13. června 1915 v Roudnici nad Labem v rodině středoškolského pedagoga Eduarda Šimona a Antonie, rozené Vosátkové. Rodina se přestěhovala do Královských Vinohrad, kde se v roce 1920 narodil jeho mladší bratr Jiří. Vystudoval pražské osmileté Jiráskovo gymnázium v Resslově ulici, kde v roce 1934 i odmaturoval. Během prezenční vojenské služby absolvoval ještě v roce 1934 oddělení pozorovatelů ve škole pro důstojníky letectva v záloze v Prostějově, poté sloužil u Leteckého pluk 1 v Milovicích a Leteckého pluku 2 v Olomouci na pozici letce-pozorovatele. Dosáhl hodnosti poručíka. K 1. únoru 1939 se podal žádost k přijetí k četnictvu, která byla přijata, vzhledem k průběhu dalších událostí ale k četnictvu již nenastoupil.

### Druhá světová válka
Po německé okupaci opustil Eduard Šimon v červnu 1939 ilegálně Protektorát Čechy a Morava a odešel do Polska, kde se v Krakově přihlásil do zde vznikající československé zahraniční jednotky. Poté se přesunul do Francie, kde byl 2. října 1939 v Paříži odveden do Československé armády v zahraničí. Do bojů o Francii se nezapojil. Po jejím pádu v červnu 1940 se evakuoval do Spojeného království. Zde byl přijat do Royal Air Force, vycvičen na palubního střelce a přičleněn k 311. československé bombardovací peruti. Dne 10. září 1940 absolvoval svůj první operační let nad Brusel, celkem odlétal asi padesát letů nad nacistické Německo a okupovanou Evropu. Po ukončení operační činnosti působil jako střelecký instruktor.

### Po druhé světové válce
Po skončení druhé světové války zůstal Eduard Šimon v armádní službě a působil jako radiotelegrafista u Letecké dopravní skupiny v Praze-Kbelích, dosáhl hodnosti majora. V roce 1948 se jemu a jeho manželce Emilii narodil syn Eduard Jan, od listopadu téhož roku sloužil v Plzni. Na začátku roku 1949 byl komunistickou mocí z armády vyhozen, zaměstnání se mu podařilo sehnat až v září téhož roku v Divadelním nakladatelství v pražské Celetné ulici. Dne 15. října 1949 byl během zatýkání Státní bezpečností postřelen do hlavy a ještě téhož dne ve Všeobecné nemocnici v Praze 2 zraněním podlehl. Podle oficiální verze se pokusil spáchat sebevraždu, podle jiné verze byl postřelen na útěku.

## Ocenění

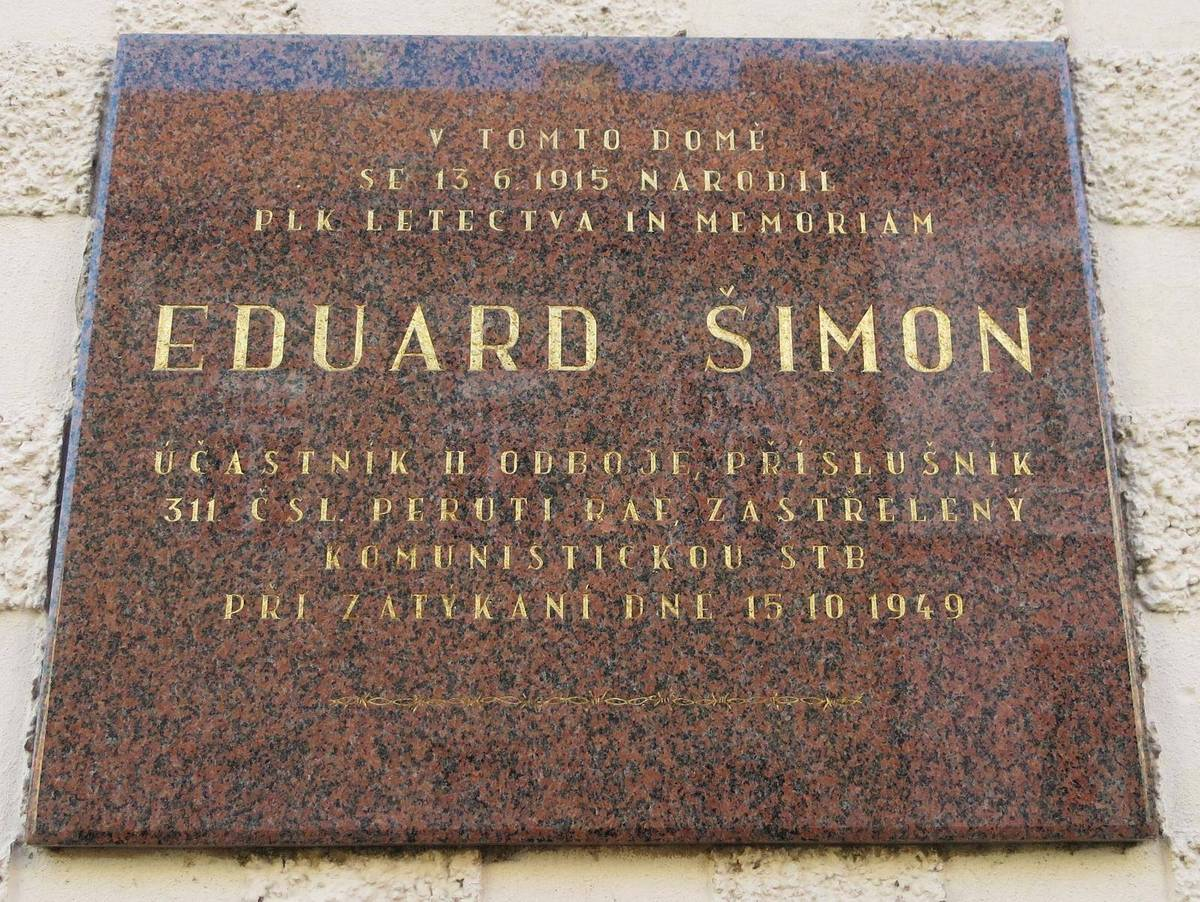
Pamětní deska Eduarda Šimona v Roudnici nad Labem

### Vyznamenání
- Československá medaile Za chrabrost před nepřítelem
- 3x Československý válečný kříž 1939

### Posmrtná ocenění
- Eduard Šimon byl v roce 1991 in memoriam povýšen do hodnosti plukovníka
- Eduardu Šimonovi byla v roce 2003 na jeho rodném domě v Roudnici nad Labem odhalena pamětní deska[2][3]